# Неведомский, Анатолий Петрович
Анатолий Петрович Неведомский (1919 — 1949) — советский самбист, серебряный призёр чемпионата СССР 1940 года. Выступал за «Крылья Советов» (Москва). Участник Великой Отечественной войны. Был убит в 1949 году. Похоронен на Ваганьковском кладбище.

## Награды
Медаль «За победу над Германией в Великой Отечественной войне 1941—1945 гг.» (17 августа 1945).

## Спортивные результаты
- Чемпионат СССР по самбо 1940 года — ;